# Brevipalpus junicus
Brevipalpus junicus är en spindeldjursart som beskrevs av Ma och Yuan 1982. Brevipalpus junicus ingår i släktet Brevipalpus och familjen Tenuipalpidae. Inga underarter finns listade.